# Episcop principe

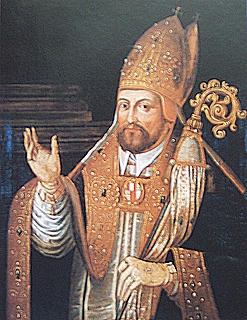
Johann Otto von Gemmingen, Prințul-Episcop de Augsburg (1591-1598)

Titlul de episcop principe (în germană Fürstbischof) a fost purtat de acei episcopi care au fost în evul mediu totodată conducători civili ai unui principat suveran, deci și principi. Astfel, principatul ecleziastic condus la nivel politic de către un prinț-episcop putea, în totalitate sau în mare parte, să se suprapună jurisdicției diecezane, deoarece unele părți ale eparhiei, chiar și orașul său de reședință, puteau fi scutite de conducere civilă, obținând statutul de oraș liber imperial. Dacă scaunul episcopal este o arhiepiscopie, termenul corect este arhiepiscop principe; echivalentul monahalului  abate principe (în germană Fürstabt). Un prinț-episcop este de obicei considerat un monarh ales.
În Occident, odată cu declinul puterii imperiale din secolul al IV-lea, în fața invaziilor barbare, uneori episcopii creștini din orașe se substituiau comandantului roman, luau decizii seculare pentru oraș și conduceau trupele proprii, atunci când era necesar. Mai târziu, relațiile dintre un prinț-episcop și burghezi erau invariabil necordiale. 
În Imperiul Bizantin, împărații încă autocratici au dat episcopilor anumite drepturi și obligații în administrarea seculară a teritoriilor din eparhiile lor, dar asta a fost parte dintr-o dezvoltare cezaropapistă de a pune la Biserica Răsăriteană în serviciul imperiului, cu patriarhul ecumenic, aproape redus la rangul de ministru al împăratului în domeniul cultelor.

## Sfântul Imperiu Roman

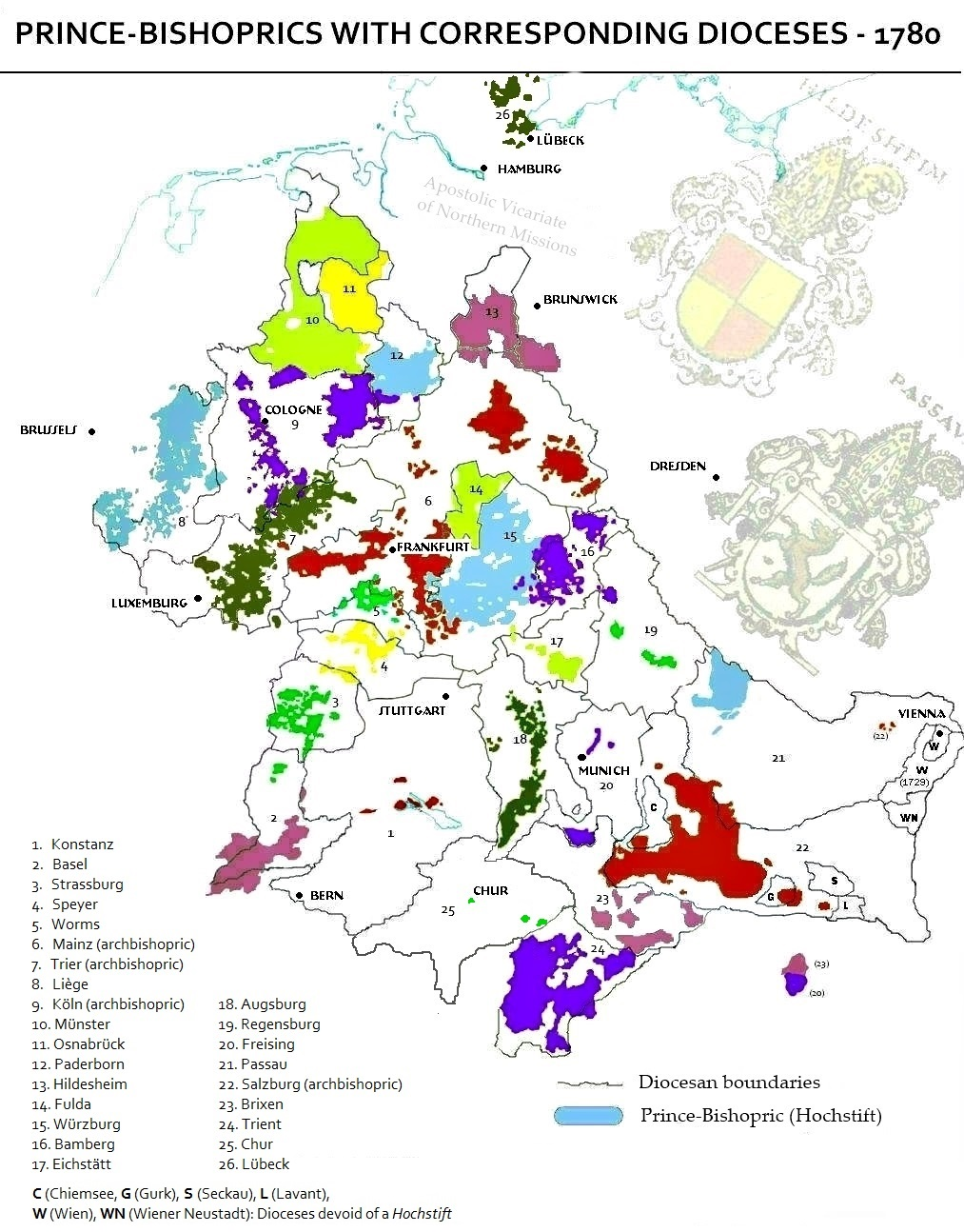

Episcopii au fost implicați în guvernarea francă și, ulterior, în Imperiul Carolingian frecvent ca trimiși stil Missus dominicus, dar ăsta a fost un mandat individual, neatașate scaunului episcopal. Principatele episcopii au fost cele mai frecvente în fragmentatul în mod tipic feudal Sfânt Imperiu Roman, unde multor episcopi li s-a acordat în mod oficial rangul de Prinț Imperial (în germană Reichsfürst), acordându-li-se imediat puterea pe un anumit teritoriu și o reprezentare în Dieta Imperială (Reichstag).
La stem ducate din germană britanie în interiorul Imperiului a avut de puternic și puternic dukes (inițial, război-conducători), mereu în căutarea afară pentru ducatmodelului "interes național" decât pentru Imperiu. La rândul său, primul rege Ottonian (Saxon), Henric Păsărarul (Henric I al Germaniei) și mai ales fiul său, împăratul Otto I, a încercat să slăbească puterea ducilor prin acordarea episcopilor loiali imperiului terenuri și investirea lor cu privilegii regalia. Spre deosebire de duci, ei nu puteau lăsa moștenire titlurile și terenurile descendenților lor. 
Nu mai puțin de trei (inițial numai șapte) prinți electori, cel mai înalt ordin de Reichsfürsten (comparabile în rang cu pairii francezi), erau prinți-arhiepiscopi, fiecare deținând titlul de arhicancelar pentru o parte a imperiului; dată fiind importanța unui electorat, principatele lor erau cunoscute ca Kurfürstentum ("principat electoral"), mai degrabă decât principate ecleziastice:
| Arms | Name        | Rank                         | Local name(s)                                                                                    | Imperial immediacy  | Imperial Circle              | Modern nation            | Notes |
| ---- | ----------- | ---------------------------- | ------------------------------------------------------------------------------------------------ | ------------------- | ---------------------------- | ------------------------ | --- |
|      | Köln        | Arhiepiscopat Electoral      | germană Erzstift Köln, Kurköln                                                                   | 953–1803            | Electorat Renan (al Rinului) | Germania                 | Prince-elector and Arch-Chancellor of Italy. Duke of Westphalia since 1180. Cologne became a Free Imperial City in 1288 (Bătălia de la Worringen). |
|      | Mainz       | Arhiepiscopat Electoral      | germană Erzbistum Mainz, Kurmainz                                                                | cca. 780–1803       | Electorat Renan (al Rinului) | Germania                 | Prince-elector and Arch-Chancellor of Germany. |
|      | Trier       | Arhiepiscopat Electoral      | germană Erzbistum Trier, Kurtrier franceză Archevêque Trèves                                     | 772–1803            | Electorat Renan (al Rinului) | Germania                 | Prince-elector and Arch-Chancellor of Burgundy. |
|      | Aquileia    | Patriarhat                   | latină Patriarchæ Aquileiensis italiană Patriarcato di Aquileia                                  | 1077–1433           | None                         | Italia                   | Conquered by Venice in 1420, officially incorporated after the 1445 Council of Florence |
|      | Augsburg    | Episcopat                    | germană Hochstift Augsburg                                                                       | cca. 888–1803       | Suabia                       | Germania                 | Augsburg became a Free imperial City in 1276. |
|      | Bamberg     | Episcopat                    | germană Hochstift Bamberg                                                                        | 1245–1802           | Franconia                    | Germania                 | |
|      | Basel       | Episcopat                    | franceză Principauté de Bâle germană Fürstbistum Basel                                           | 1032–1803           | Rinul Inferior               | Franța Germania Elveția  | Basel joined the Old Swiss Confederacy as the Canton of Basel in 1501. A tiny fraction of the bishopric is not now in Switzerland: Schliengen and Istein are both now in Germany; a very small part of the Vogtei of St Ursanne is now in France. |
|      | Besançon    | Arhiepiscopat                | franceză Archévêqué de Besançon germană Erzstift Besantz                                         |                     | None                         | Franța                   | The archbishops had been rulers over Besançon, an Imperial city from 1307, which in 1512 joined the Burgundian Circle. |
|      | Brandenburg | Episcopat                    | germană Hochstift Brandenburg                                                                    | cca. 1165–1598      | Saxonia Superioară           | Germania                 | Founded in 948, annihilated 983, re-established cca. 1161, continued by Lutheran administrators after Reformation in 1520, secularized and incorporated to the Margraviate of Brandenburg in 1571. |
|      | Bremen      | Arhiepiscopat                | germană Erzstift Bremen                                                                          | 1180–1648           | Saxonia Inferioară           | Germania                 | Continued by Lutheran administrators after Reformation in 1566 until 1645/1648. Bremen itself became autonomous in 1186, and was confirmed as a Free Imperial City in 1646. |
|      | Brescia     | Episcopat                    | italiană Principato vescovile di Brescia                                                         |                     | None                         | Italia                   | Bishop Notingus was made count of Brescia in 844. |
|      | Breslau     | Episcopat                    | germană Fürstbistum Breslau poloneză Biskupie Księstwo Wrocławskie germană sileziană Brassel     |                     | None                         | Polonia                  | In 1344 Bishop Przecław of Breslau (present-day Wrocław) bought the town of Grottkau (Grodków) from the Silesian duke Bolesław III the Generous and added it to the episcopal Duchy of Neisse (Nysa), becoming Prince of Neisse and Duke of Grottkau as a vassal to the Bohemian Crown. |
|      | Brixen      | Episcopat                    | germană Hochstift Brixen italiană Principato vescovile di Bressanone                             | 1027–1803           | Austria                      | Italia                   | secularized to Tyrol |
|      | Cambrai     | Episcopat apoi Arhiepiscopat | franceză Principauté de Cambrai germană Hochstift Kammerich                                      | 1007–1678           | Rinul Inferior/ Westphalia   | Franța                   | To France by 1678 Peace of Nijmegen |
|      | Cammin      | Episcopat                    | germană Bistum Kammin poloneză Biskupie Księstwo Kamieńskie                                      | 1248–1650           | Saxonia Superioară           | Polonia                  | Lost Reichsfreiheit to Duchy of Pomerania in 1544, secularized in 1650, to Brandenburg Province of Pomerania |
|      | Chur        | Episcopat                    | germană Bistum Chur retoromană Chapitel catedral da Cuira italiană Principato vescovile di Coira | 831/1170–1526       | Austria                      | Elveția                  | |
|      | Constance   | Episcopat                    | germană Hochstift Konstanz                                                                       | 1155–1803           | Suabia                       | Austria Germania Elveția | Greatly reduced during the Reformation, when significant parts of Swabia and Switzerland became Protestant. |
|      | Eichstätt   | Episcopat                    | germană Hochstift Eichstätt                                                                      | 1305–1802           | Franconia                    | Germania                 | |
|      | Freising    | Episcopat                    | germană Hochstift Freising                                                                       | 1294–1802           | Bavaria                      | Austria Germania         | |
|      | Fulda       | Abație, apoi Episcopat       | germană Reichskloster Fulda, Reichsbistum Fulda                                                  | 1220–1802           | Rinul Superior               | Germania                 | Imperial Abbey until 5 October 1752, when it was raised to a bishopric. Secularized in 1802 in the German Mediatization |
|      | Geneva      | Episcopat                    | franceză Évêché de Genève germană Fürstbistum Genf                                               |                     | Rinul Superior               | Franța Elveția           | De jure Reichsfrei since 1154, de facto dominated by their guardians, the counts of Geneva (until 1400) and Savoy (since 1401). Geneva joined the Old Swiss Confederacy in 1526. |
|      | Halberstadt | Episcopat                    | germană Bistum Halberstadt                                                                       | 1180–1648           | Saxonia Inferioară           | Germania                 | |
|      | Havelberg   | Episcopat                    | germană Bistum Havelberg                                                                         | 1151–1598           | Saxonia Inferioară           | Germania                 | Founded in 948, annihilated 983, re-established 1130, continued by Lutheran administrators after Reformation in 1548 until 1598 |
|      | Hildesheim  | Episcopat                    | germană Hochstift Hildesheim                                                                     | 1235–1803           | Saxonia Inferioară           | Germania                 | |
|      | Lausanne    | Episcopat                    | franceză Prince-Évêché de Lausanne germană Bistum Lausanne                                       | 1270–1536           | None                         | Elveția                  | Conquered by the Swiss city canton of Bern in 1536. |
|      | Lebus       | Episcopat                    | germană Fürstbistum Lebus poloneză Diecezja lubuska                                              | 1248–1598           | None                         | Germania Polonia         | Seated in Fürstenwalde since 1385; Reichsfreiheit challenged by Brandenburg, continued by Hohenzollern Lutheran administrators after Protestant Reformation in 1555 until secularization in 1598. |
|      | Liège       | Episcopat                    | franceză Principauté de Liège germană Fürstbistum Lüttich valonă Principåté d' Lidje             | 980–1789/1795       | Rinul Inferior / Westphalia  | Belgia Țările de Jos     | |
|      | Lübeck      | Episcopat                    | germană Hochstift Lübeck                                                                         | 1180–1803           | Saxonia Inferioară           | Germania                 | Seated in Eutin since the 1270s; Reformation started in 1535, continued by Lutheran administrators since 1586 until secularization in 1803. Lübeck became a Free Imperial City in 1226. |
|      | Magdeburg   | Arhiepiscopat                | germană Erzstift Magdeburg                                                                       | 1180–1680           | Saxonia Inferioară           | Germania                 | Continued by Lutheran administrators between 1566 and 1631, and again since 1638 until 1680. |
|      | Merseburg   | Episcopat                    | germană Bistum Merseburg                                                                         | 1004–1565           | None                         | Germania                 | Administered by the Lutheran Electorate of Saxony between 1544 until 1565. |
|      | Metz        | Episcopat                    | franceză Évêché de Metz germană Hochstift Metz                                                   | 10th century–1552   | Rinul Superior               | Franța                   | One of the Three Bishoprics ceded to France by the 1552 Treaty of Chambord. |
|      | Minden      | Episcopat                    | germană Hochstift Minden                                                                         | 1180–1648           | Rinul Inferior / Westphalia  | Germania                 | |
|      | Münster     | Episcopat                    | germană Hochstift Münster                                                                        | 1180–1802           | Rinul Inferior / Westphalia  | Germania                 | |
|      | Naumburg    | Episcopat                    | germană Bistum Naumburg-Zeitz                                                                    |                     |                              | Germania                 | Under guardianship of Meissen from 1259, administrated by Saxony from 1564. |
|      | Olomouc     | Episcopat                    | cehă Biskupství olomoucké germană Bistum Olmütz                                                  |                     | None                         | Cehia                    | The Czech bishopric (later Metropolitan) of Olomouc, as a vassal principality of the Bohemian crown, was the peer of the margraviate of Moravia, and from 1365 its prince-bishop was 'Count of the Bohemian Chapel', i.e., first court chaplain, who was to accompany the monarch on his frequent travels. |
|      | Osnabrück   | Episcopat                    | germană Hochstift Osnabrück                                                                      | 1225/1236–1802      | Rinul Inferior/ Westphalia   | Germania                 | Alternated between Catholic and Protestant incumbents after the Thirty Years' War, secularized in 1802/1803 |
|      | Paderborn   | Episcopat                    | germană Fürstbistum Paderborn                                                                    | 1281–1802           | Rinul Inferior / Westphalia  | Germania                 | |
|      | Passau      | Episcopat                    | germană Hochstift Passau                                                                         | 999–1803            | Bavaria                      | Austria Germania         | Princely title was confirmed at Nuremberg in 1217. |
|      | Ratzeburg   | Episcopat                    | germană Bistum Ratzeburg                                                                         | 1236–1648           | Saxonia Inferioară           | Germania                 | Ruled by Lutheran administrators between 1554 and 1648. |
|      | Regensburg  | Episcopat                    | germană Hochstift Regensburg                                                                     | 1132?–1803          | Bavaria                      | Germania                 | Regensburg became a Free Imperial City in 1245. |
|      | Salzburg    | Arhiepiscopat                | germană Fürsterzbistum Salzburg                                                                  | 1278–1803           | Bavarian                     | Austria                  | Raised to an electorate in 1803, but simultaneously secularized; see Electorate of Salzburg. Since 1648, the archbishop has also borne the title Primas Germaniae, First [Bishop] of Germania. The powers of this title – non-jurisdictional – are limited to being the Pope's first correspondent in the German-speaking world, but used to include the right to preside over the Princes of the Holy Roman Empire. |
|      | Schwerin    | Episcopat                    | germană Bistum Schwerin                                                                          | 1180–1648           | Saxonia Inferioară           | Germania                 | Ruled by an administrator between 1516 and 1648. |
|      | Sion        | Episcopat                    | franceză Prince-Évêché de Sion germană Bistum Sitten                                             | 999–1798            | None                         | Elveția                  | A classic example of unified secular and diocesan authority |
|      | Speyer      | Episcopat                    | germană Hochstift Speyer                                                                         | 888–1803            | Rinul Superior               | Germania                 | Territories to the east of the Rhine were annexed by France in 1681, confirmed in 1697. Speyer became a Free Imperial City in 1294. |
|      | Strasbourg  | Episcopat                    | germană alemanică Bistum Strossburi franceză Évêché de Strasbourg germană Fürstbistum Straßburg  | 982–1803            | Rinul Superior               | Franța Germania          | Territories to the east of the Rhine were annexed by France in 1681, confirmed in 1697. Strasbourg became a Free Imperial City in 1262. |
|      | Toul        | Episcopat                    | franceză Principauté de Toul germană Bistum Toul                                                 | 10th century – 1552 | Rinul Superior               | Franța                   | One of the Three Bishoprics ceded to France by the 1552 Treaty of Chambord, confirmed in 1648. |
|      | Trent       | Episcopat                    | italiană Principato vescovile di Trento germană Fürstbistum Trient                               | 1027–1803           | Austria                      | Italia                   | Secularized to Tyrol in 1803. |
|      | Utrecht     | Episcopat                    | neerlandeză Sticht Utrecht                                                                       | 1024–1528           | Rinul Inferior / Westphalia  | Țările de Jos            | Sold to Charles V, Holy Roman Emperor in 1528, after which it was moved to the Burgundian Circle. Founding member of the Dutch Republic in 1579/1581, confirmed in 1648 (Pacea Westfalică). |
|      | Verden      | Episcopat                    | germană Hochstift Verden                                                                         | 1180–1648           | Rinul Inferior / Westphalia  | Germania                 | Continued by Lutheran administrators after Reformation until 1645/1648, when it was continued as a secular and independent principality until its disestablishment in 1807. It became a part of the Kingdom of Hanover in 1815. |
|      | Verdun      | Episcopat                    | franceză Principauté de Verdun germană Bistum Verdun                                             | 10th century – 1552 | Rinul Superior               | Franța                   | One of the Three Bishoprics ceded to France by the 1552 Treaty of Chambord, confirmed in 1648. |
|      | Worms       | Episcopat                    | germană Bistum Worms                                                                             | 861–1801            | Rinul Superior               | Germania                 | Worms city rule established by Bishop Burchard (1000–25), episcopal residence at Ladenburg from 1400, held large estates in the former Lahngau region, territories left of the Rhine lost by the 1797 Treaty of Campo Formio, secularized at first to French Empire, finally Baden and Hesse-Darmstadt in 1815. |
|      | Würzburg    | Episcopat                    | germană Hochstift Würzburg                                                                       | 1168–1803           | Franconia                    | Germania                 | Duke of Franconia |

## Statul Ordinului Teutonic

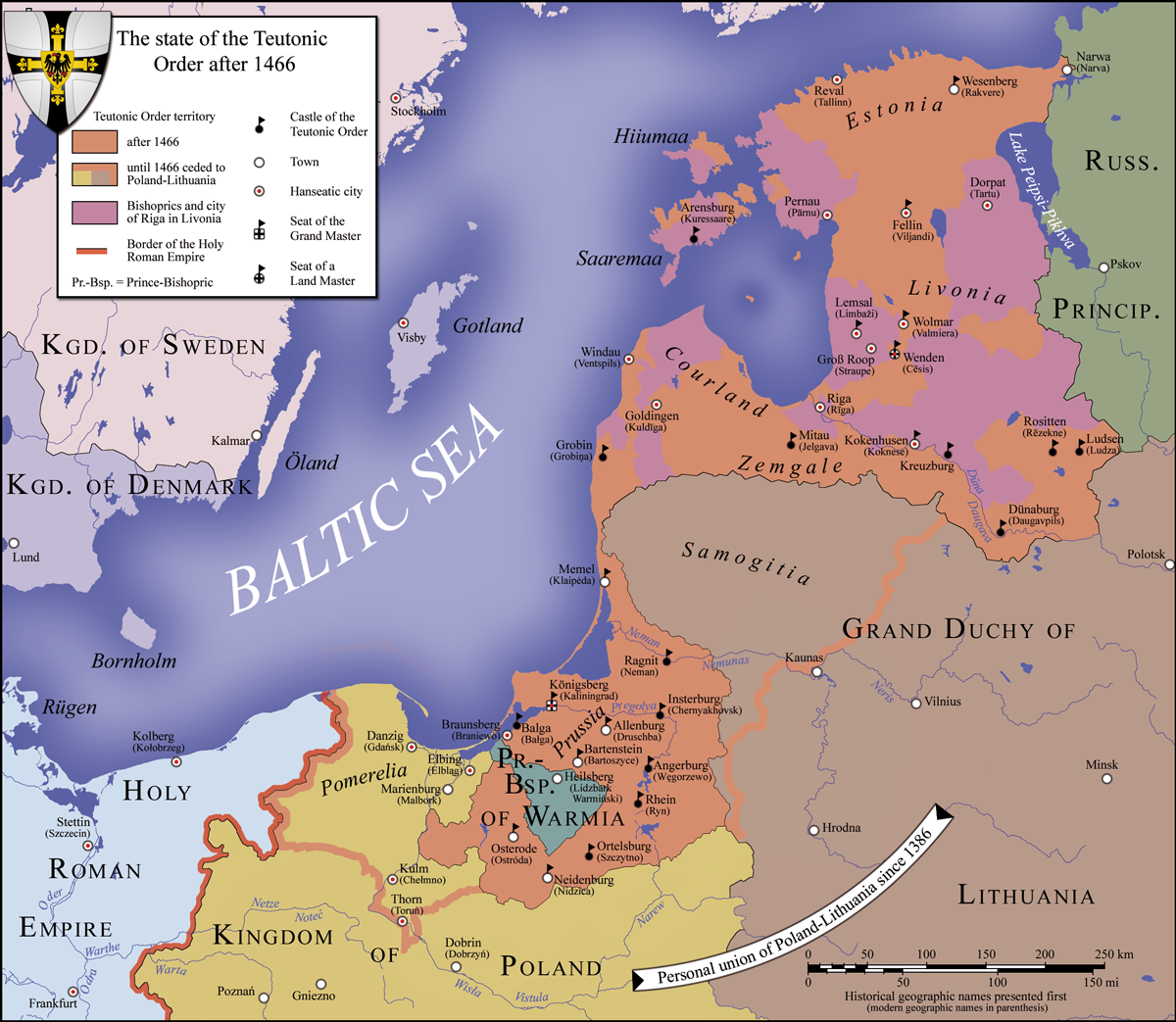
Starea Ordinului Teutonic în 1466: teritoriile livoniene episcopale în violet, Principatul ecleziastic de Warmia în cyan

| Arms | Name      | Rank          | Local name(s)                                                                           | Territory     | Modern nation | Notes |
| ---- | --------- | ------------- | --------------------------------------------------------------------------------------- | ------------- | ------------- | --- |
|      | Courland  | Bishopric     | germană Hochstift Kurland letonă Kurzemes bīskapija germana de jos Bisdom Curland       | Terra Mariana | Letonia       | Established about 1234, the smallest of the Livonian dioceses. Secularized in 1559 and occupied by Prince Magnus of Denmark. From 1585 under the suzerainty of the Polish–Lithuanian Commonwealth, part of the Duchy of Livonia. To Russia in the 1795 Third Partition of Poland.                                                                            |
|      | Dorpat    | Bishopric     | estonă Tartu piiskopkond germană Hochstift Dorpat germana de jos Bisdom Dorpat          | Terra Mariana | Estonia       | Bishop Hermann, appointed by his brother Bishop Albert of Riga, received the title of a prince-bishop by King Henry VII of Germany in 1225. Dorpat (estonă Tartu) remained a suffragan diocese of Riga. Dissolved in the course of the Protestant Reformation in 1558.                                                                                       |
|      | Ösel-Wiek | Bishopric     | estonă Saare-Lääne piiskopkond germană Bistum Ösel-Wiek germana de jos Bisdom Ösel-Wiek | Terra Mariana | Estonia       | Established on Saaremaa island in 1228 under Bishop Gottfried, appointed by Bishop Albert of Riga, vested with the title of a prince-bishop by King Henry VII of Germany. It remained a suffragan diocese of Riga. Dissolved in the course of the Protestant Reformation in 1559.                                                                            |
|      | Riga      | Archbishopric | germană Erzbistum Riga letonă Rīgas arhibīskapija germana de jos Erzbisdom Riga         | Terra Mariana | Letonia       | Episcopal see at Üxküll 1186–1202. In 1225 Albert of Riga received the title of a Prince-bishop of Livonia by Emperor Frederick II. Last Archbishop William of Brandenburg resigned in 1561 during the Livonian War, territory fell to the Polish–Lithuanian Commonwealth, to Sweden in 1621.                                                                |
|      | Warmia    | Bishopric     | germană Hochstift Ermland poloneză Biskupie Księstwo Warmińskie                         | Prussia       | Polonia       | Established by Papal legate William of Modena in 1243, princely title documented in the Golden Bull of 1356. Incorporated into the Jagiellon kingdom of Poland in 1466 and re-established as an autonomous prince-bishopric under the Polish crown in 1479. Abolished in the course of the Prussian annexation in 1772 during the First Partition of Poland. |